# Guilherme, Príncipe de Wied
Guilherme V, Príncipe de Wied (em alemão:  Wilhelm Adolph Maximilian Karl Fürst von Wied; 22 de Agosto de 1845 – 22 de Outubro de 1907) foi um oficial e político alemão, filho mais velho de Guilherme Carlos de Wied. Era pai de Guilherme, Príncipe de Albânia e irmão da rainha Isabel da Roménia.

## Primeiros anos
Guilherme era o segundo filho e primeiro varão de Guilherme Carlos de Wied (1814–1864), filho de João Augusto Carlos, Príncipe de Wied e da princesa Sofia Augusta de Solms-Braunfels, e da sua esposa, a princesa Maria de Nassau (1825–1902), filha de Guilherme, Duque de Nassau e da sua primeira esposa, a princesa Luísa de Saxe-Hildburghausen. Pelo lado da mãe, era descendente de Guilherme IV stadtholder dos Países Baixos e do rei Jorge II da Grã-Bretanha.

## Carreira militar
Durante a Guerra Austro-Prussiana de 1866, foi tenente-general do 2.º Exército. Entre 1870-71 esteve presente na Guerra Franco-Prussiana.
Entre 1893 e 1897 foi o comissário imperial e chefe militar nas enfermeiras voluntárias do exército. Em 1893 foi nomeado general da Infantaria à la suite.

## Política
A nível político, Guilherme apoiava a política colonial alemã. Entre 1891 e 1892, foi chefe do comité anti-escravatura alemão. Entre as suas missões contava-se o financiamento de missões a zonas ainda não exploradas em África. Em 1897, tornou-se membro do Conselho Colonial. Foi também um dos fundadores e, entre 1898 e 1901, presidente da Liga Marinha.
Entre 1875 e 1886 foi marechal do parlamento da Província do Reno. Entre 1888 e 1894 e, depois, entre 1899 e 1901, foi chefe do parlamento da Província do Reino. A partir de 1878 foi membro da Câmara dos Lordes da Casa Prussiana da qual foi também presidente entre 1897 e 1904.

## Casamento

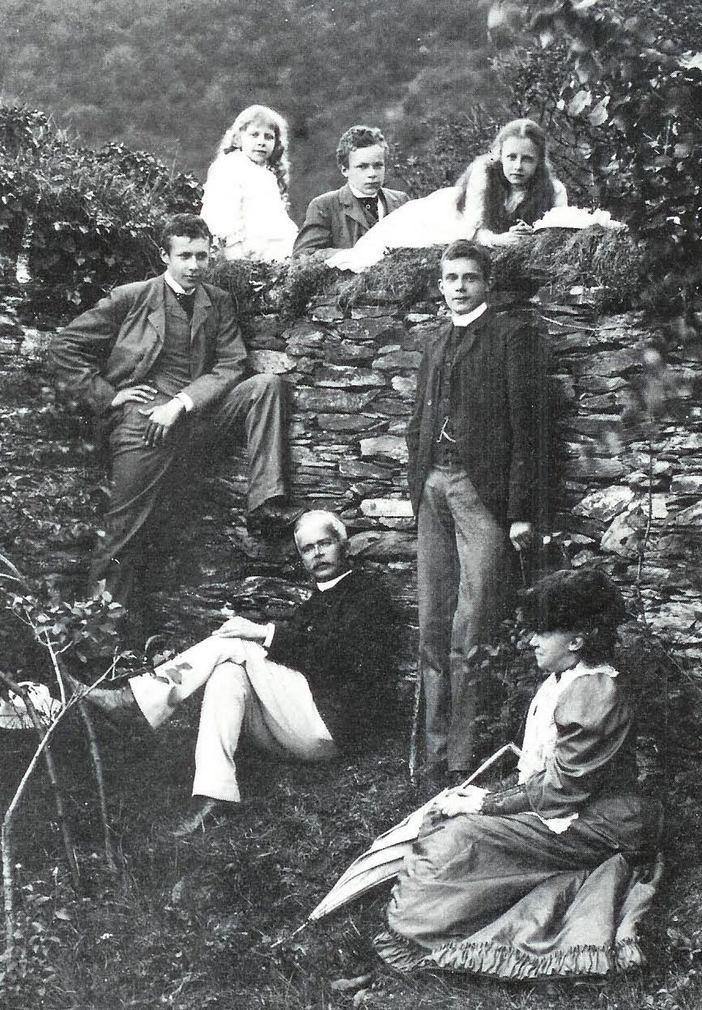
Guilherme com a sua família.

Guilherme casou-se a 18 de Julho de 1871 em Wassenaar, com a princesa Maria dos Países Baixos (1841–1910), filha mais nova do príncipe Frederico dos Países Baixos (1792–1839) segundo filho do rei Guilherme I dos Países Baixos, e da sua esposa, a princesa Luísa da Prússia (1808–1870), filha do rei Frederico Guilherme III da Prússia.
Juntos, tiveram seis filhos:
1. Guilherme Frederico de Wied (27 de junho de 1872 - 18 de junho de 1945) casou com a princesa Paulina de Württemberg (1877–1965), com descendência.
2. Alexandre de Wied (28 de maio de 1874 - 15 de janeiro de 1877)
3. Guilherme, Príncipe da Albânia (26 de março de 1876 - 18 de abril 1945) casou com a princesa Sofia de Schönburg-Waldenburg, com descendência.
4. Vitor de Wied (7 de dezembro de 1877 - 1 de março de 1946) casou com a condessa Gisela de Solms-Widenfels (1891-1976), com descendência.
5. Luísa de Wied (24 de outubro de 1880 - 29 de agosto de 1965)
6. Isabel de Wied (28 de janeiro de 1883 - 14 de novembro 1938)

## Genealogia
| Guilherme, Príncipe de Wied | Pai: Guilherme Carlos de Wied | Avô paterno: João Augusto Carlos, Príncipe de Wied | Bisavô paterno: Frederico Carlos, Príncipe de Wied                     |
| Guilherme, Príncipe de Wied | Pai: Guilherme Carlos de Wied | Avô paterno: João Augusto Carlos, Príncipe de Wied | Bisavó paterna: Maria Luísa Guilhermina de Sayn-Wittgenstein-Berleburg |
| Guilherme, Príncipe de Wied | Pai: Guilherme Carlos de Wied | Avó paterna: Augusta Sofia de Solms-Braunfels      | Bisavô paterno: Guilherme, Príncipe de Solms-Braunfels                 |
| Guilherme, Príncipe de Wied | Pai: Guilherme Carlos de Wied | Avó paterna: Augusta Sofia de Solms-Braunfels      | Bisavó paterna: Augusta de Salm-Grumbach                               |
| Guilherme, Príncipe de Wied | Mãe: Maria de Nassau          | Avô materno: Guilherme, Duque de Nassau            | Bisavô materno: Frederico Guilherme, Príncipe de Nassau-Weilburg       |
| Guilherme, Príncipe de Wied | Mãe: Maria de Nassau          | Avô materno: Guilherme, Duque de Nassau            | Bisavó materna: Luísa Isabel de Kirchberg                              |
| Guilherme, Príncipe de Wied | Mãe: Maria de Nassau          | Avó materna: Luísa de Saxe-Hildburghausen          | Bisavô materno: Frederico, Duque de Saxe-Altemburgo                    |
| Guilherme, Príncipe de Wied | Mãe: Maria de Nassau          | Avó materna: Luísa de Saxe-Hildburghausen          | Bisavó materna: Carlota Jorgina de Mecklemburgo-Strelitz               |

## Títulos e formas de tratamento
- 22 de Agosto de 1845 –  5 de Março de 1864: Sua Alteza Sereníssima, o príncipe Guilherme de Wied
- 5 de Março de 1864 –   22 de Outubro de 1907: Sua Alteza Sereníssima, o Príncipe de Wied